# Magresina
Magresina, Magresina Grande, scoglio Magrisina o Veli Plaunich (in croato Planik) è una piccola isola disabitata della Croazia situata nel mare Adriatico a est di Ulbo; fa parte delle isole Liburniche meridionali. Amministrativamente appartiene al comune di Zara, nella regione zaratina.

## Geografia
Magresina è un'isola dalla forma allungata, misura circa 2,6 km di lunghezza da punta Glavizza (rt Glavica) a punta Magresina (rt Planik); l'elevazione maggiore è di 37,5 m; ha una superficie di 1,09 km² e uno sviluppo costiero di 6,063 km. Si trova circa 3,3 km ad est di Ulbo e 6,7 km a sud-ovest di Maon, da cui la separa il canale di Puschina (Pohlipski kanal).

### Isole adiacenti
- Puschina (Pohlib), piccolo isolotto a nord-est, a circa 2,9 km, nel canale di Puschina.
- Magresina piccola[3][4], Magresina Piccolo[5] o Planicik[6][7] (Planičić), piccolo isolotto a sud-est, a circa 850 m[2]; ha un'area di 0,08 km², la costa lunga 1,48 km[1] e l'altezza di 3 m[2] 44°21′46″N 14°52′29″E.

### Cartografia
- (HR) Mappa topografica della Croazia 1:25000, su preglednik.arkod.hr. URL consultato il 23 ottobre 2017.
- G. Giani, Carta prospettiva delle Comuni censuarie della Dalmazia, foglio 1, 1839. Fondo Miscellanea cartografica catastale, Archivio di Stato di Trieste.
- Carta di cabottaggio del mare Adriatico, foglio V, Milano, Istituto geografico militare, 1822-1824. URL consultato il 23 ottobre 2017 (archiviato dall'url originale il 6 settembre 2012).